# 科尔沁街道
科尔沁街道，是中华人民共和国内蒙古自治区通辽市科尔沁区下辖的一个乡镇级行政单位。

## 行政区划
科尔沁街道下辖以下地区：
民航社区、铁区社区、阳光社区、向阳社区、滨河社区和利农社区。